# Papyrus P52
Papyrus P52 er det ældst kendte fragment af Det Ny Testamente. Det indgik i 1920 i en samling papyrusfragmenter, som Bernard Grenfell modtog fra Egypten og dateres til ca. år 117-138.
Forsiden af fragmentet indeholder brudstykker af Johannesevangeliet 18:31-33, og på bagsiden er der brudstykker af Johannesevangeliet 18:37-38. Fragmentet opbevares på The John Rylands University Library i Manchester i England.
Fragmentet er ganske lille, 8,9 x 5,8 cm. Teksten er på græsk skrevet med mørkt blæk på lys papyrus. I lighed med andre kristne oldtidsskrifter er det skabt i bogform og ikke som en rulle.
Fragmentet lå indtil 1934 udokumenteret og hengemt i The John Rylands University Library sammen med flere andre papyrusfragmenter, da C. H. Roberts fra St. John's College i Oxford fandt det og straks skrev artiklen An Unpublished Fragment of the Fourth Gospel in the John Rylands Library.
Fragmentet er interessant, fordi fundstedet i Egypten viser, at den tidlige kristendom hurtigt fandt udbredelse i Mellemøsten. Johannesevangeliet anses almindeligt for det senest skrevne evangelium i Det Ny Testamente, og fundet af Papyrus P52 har været med til at tidsfæste evangeliets oprindelse til sidst i det 1. århundrede.
Dateringen af fragmentet er forbundet med en vis usikkerhed; det er ikke muligt at benytte kulstof-14-metoden. Kulstof-14 datering medfører destruktion af materialet, og det er ødelæggende for Papyrus P52, så der er udelukkende brugt palæografisk tidsfæstning.
Kulstof-14 metoden ville heller ikke kunne bestemme, hvornår teksten er skrevet, men kun datere selve papyruset.

## Teksten på fragmentet (rekonstrueret)
Johannesevangeliet 18:31-33 (forsiden)
- EIPEN OUN AUTOIS O PILATOS LABETE AUTON UMEIS KAI KATA TON NOMON UMWN KRINATE AUTON EIPON AUTW OI IOUDAIOI HMIN OUK EXESTIN APOKTEINAI OUDENA INA O LOGOS TOU IHSOU PLHRWQH ON EIPEN SHMAINWN POIW QANATW HMELLEN APOQNHSKEIN EISHLQEN OUN PALIN EIS TO PRAITWRION O PILATOS KAI EFWNHSEN TON IHSOUN KAI EIPEN AUTW SU EI O BASILEUS TWN IOYDAIWN

Johannesevangeliet 18:37-38 (bagsiden)
- EIPEN OUN AUTW O PILATOS BASILEUS EI SU APEKRIQH O IHSOUS SU LEGEIS OTI BASILEUS EIMI EGW EIS TOUTO GEGENNHMAI KAI EIS TOUTO ELHLUQA EIS TON KOSMON INA MARTURHSW TH ALHQEIA PAS O WN EK THS ALHQEIAS AKOUEI MOU THS FWNHS LEGEI AUTW O PILATOS TI ESTIN ALHQEIA KAI TOUTO EIPWN PALIN EXHLQEN PROS TOUSIOUDAIOUS KAI LEGEI AUTOIS EPW OUDENIAN EURISKW EN AUTW AITIAN

Teksten skrevet med fed er den del af teksten, der er bevaret på fragmentet.

## Eksterne link og kildehenvisninger
- The John Rylands University Library: An Unpublished Fragment of the Fourth Gospel Arkiveret 21. april 2007 hos  hos Archive.is
- Atlantic Baptist University – Rylands Papyrus 457 (P52) Arkiveret 11. september 2010 hos  Wayback Machine
- Scriptorium – P52